# Orgsjön
Orgsjön är en sjö i Åsele kommun i Lappland och ingår i Gideälvens huvudavrinningsområde. Sjön har en area på 1,7 kvadratkilometer och ligger 314,2 meter över havet. Sjön avvattnas av vattendraget Orgån (Tjesjöån).

## Delavrinningsområde
Orgsjön ingår i det delavrinningsområde (712326-159020) som SMHI kallar för Utloppet av Orgsjön. Medelhöjden är 355 meter över havet och ytan är 15,14 kvadratkilometer. Räknas de 15 avrinningsområdena uppströms in blir den ackumulerade arean 214,29 kvadratkilometer. Orgån (Tjesjöån) som avvattnar avrinningsområdet har biflödesordning 2, vilket innebär att vattnet flödar genom totalt 2 vattendrag innan det når havet efter 176 kilometer. Avrinningsområdet består mestadels av skog (80 procent). Avrinningsområdet har 1,7 kvadratkilometer vattenytor vilket ger det en sjöprocent på 11,2 procent.